# Josef Dvořáček
Josef Dvořáček (* 20. März 1952) ist ein ehemaliger tschechischer Tischtennisspieler und Vizeeuropameister.
Erste internationale Erfolge erzielte Dvořáček bei den Jugend-Europameisterschaften, wo er mit dem tschechoslowakischen Team 1968 und 1969 den Titel gewann. 1969 erreichte er im Einzel das Halbfinale. Bei der EM der Erwachsenen wurde er 1980 hinter dem Engländer John Hilton Vizeeuropameister im Einzel. Zwei Jahre später holte er mit der tschechoslowakischen Mannschaft Silber und 1984 zusammen mit Jindřich Panský, Vladislav Broda und Miroslav Broda Bronze. Beim europäischen Ranglistenturnier TOP-12 belegte er 1981 Platz vier.
Von 1973 bis 1983 war er bei fünf Weltmeisterschaften vertreten. Mit Alica Grofová kam er 1973 im Mixed auf einen 3. Platz. 1979 (mit Milan Orlowski und Jindřich Panský) und 1981 (mit Milan Orlowski, Jindřich Panský, Vladislav Broda und Miroslav Broda) erreichte er in der Mannschaft ebenfalls Bronze.
1984 beendete Dvořáček seine internationale Laufbahn. Er verließ den tschechoslowakischen Verein TTT Vítkovice und wechselte nach Deutschland:
- 1984/85: Post SV Mülheim[3]
- 1985 – 1987: VfB Altena[4]
- 1987/88: TTBG Steiner-Optik Bayreuth[5]
- 1989/90: Post SV Telekom Mülheim[6]
- 1990 – 1994: TTBG Steiner-Optik Bayreuth (Regionalliga)[7]
- 1994 – 1997: TSV Kareth-Lappersdorf[8]
- 1997 – 2000: DJK SB Regensburg[9]
- 2000 – ????: DJK SV Bad Höhenstadt[10]

1995 wurde er in Wien Europameister der Senioren Ü40 im Einzel und Doppel.

## Turnierergebnisse
| Verband | Veranstaltung                         | Jahr | Ort        | Land | Einzel        | Doppel        | Mixed      | Team |
| ------- | ------------------------------------- | ---- | ---------- | ---- | ------------- | ------------- | ---------- | ---- |
| TCH     | Europameisterschaft                   | 1984 | Moskau     | URS  | Viertelfinale |               |            |      |
| TCH     | Europameisterschaft                   | 1982 | Budapest   | HUN  | letzte 16     |               | Halbfinale | 2    |
| TCH     | Europameisterschaft                   | 1980 | Bern       | SUI  | Silber        | Viertelfinale |            |      |
| TCH     | Europameisterschaft                   | 1978 | Duisburg   | FRG  | letzte 16     | Viertelfinale |            |      |
| TCH     | Jugend-Europameisterschaft (Junioren) | 1969 | Obertraun  | AUT  | Halbfinale    |               |            | 1    |
| TCH     | Jugend-Europameisterschaft (Junioren) | 1968 | Leningrad  | URS  |               |               |            | 1    |
| TCH     | EURO-TOP12                            | 1982 | Nantes     | FRA  | 9             |               |            |      |
| TCH     | EURO-TOP12                            | 1981 | Miskolc    | HUN  | 4             |               |            |      |
| TCH     | EURO-TOP12                            | 1980 | München    | FRG  | 9             |               |            |      |
| TCH     | Weltmeisterschaft                     | 1983 | Tokio      | JPN  | letzte 128    | letzte 32     | letzte 32  | 10   |
| TCH     | Weltmeisterschaft                     | 1981 | Novi Sad   | YUG  | letzte 32     | letzte 64     | Qual       | 4    |
| TCH     | Weltmeisterschaft                     | 1979 | Pyongyang  | PRK  | Viertelfinale | letzte 16     | letzte 32  | 4    |
| TCH     | Weltmeisterschaft                     | 1977 | Birmingham | ENG  | letzte 128    | letzte 16     | Qual       | 6    |
| TCH     | Weltmeisterschaft                     | 1973 | Sarajevo   | YUG  | letzte 64     | letzte 32     | Halbfinale | 5    |
| TCH     | World Cup                             | 1980 | Hong Kong  | HKG  | 3             |               |            |      |